# 堪忍
| ウィキペディアには「堪忍」という見出しの百科事典記事はありません（タイトルに「堪忍」を含むページの一覧/「堪忍」で始まるページの一覧）。 代わりにウィクショナリーのページ「堪忍」が役に立つかもしれません。 |